# Weilerle
Weilerle ist ein Gemeindeteil des Marktes Weitnau im Landkreis Oberallgäu (Regierungsbezirk Schwaben, Bayern). Der Weiler liegt nordöstlich des Kernortes Weitnau an der Kreisstraße OA 7 und an der am östlichen Ortsrand verlaufenden Bundesstraße 12. Nördlich des Ortes erhebt sich der 1048 Meter hohe Schönberg.
Erste Erwähnungen des Ortes gibt es 1451 als im Wiler bzw. Wyler. Er bestand aus zwei kleinen Gütern und einer Mühle (im Ülundobel), einem stiftkemptischen Lehen. Ab 1518 dringt die Schreibweise Weyler vor. 1777 ist die Vereinödung durchgeführt worden. 1793 und 1818 folgten Erwähnungen als Weiler, 1875 final als Weilerle mit Verkleinerungsform. Richard Dertsch nimmt an, dass die Benennung als Weilerle zur Unterscheidung vom nahen Kleinweiler diente. Der Ortsname bezieht sich nicht auf eine historische Siedlungsform, sondern auf eine kleinere Häusergruppe.

## Sehenswürdigkeiten
In der Liste der Baudenkmäler in Weitnau ist für Weilerle ein Baudenkmal aufgeführt:
- Die katholische Kapelle St. Wendelin aus dem Jahr 1860 ist ein Rechteckbau mit eingezogenem, dreiseitigem Schluss und Dachreiter mit Spitzhelm.